# Tom Kalinske
Thomas Kalinske (17 luglio 1944) è un imprenditore statunitense.
Presidente della divisione nordamericana di SEGA dal 1990 al 1996, è stato in precedenza presidente e amministratore delegato di Mattel.